# Định lý Cauchy (lý thuyết nhóm)
Định lý Cauchy là một định lý trong lý thuyết nhóm được đặt tên theo tên của nhà toán học người Pháp Augustin Louis Cauchy. Định lý này phát biểu rằng nếu {\displaystyle G} là một nhóm hữu hạn và {\displaystyle p} là một số nguyên tố chia hết cấp của {\displaystyle G} (số phần tử trong {\displaystyle G}) thì trong {\displaystyle G} tồn tại một phần tử có cấp {\displaystyle p}. Tức là trong {\displaystyle G} tồn tại phần tử {\displaystyle x} sao cho {\displaystyle p} là số nguyên dương nhỏ nhất để {\displaystyle x^{p}=e}, với {\displaystyle e} là phần tử đơn vị.
Định lý này liên quan đến định lý Lagrange, phát biểu rằng cấp của một nhóm con bất kỳ của một nhóm {\displaystyle G} hữu hạn cho trước đều chia hết cấp của {\displaystyle G}. Định lý Cauchy chứng tỏ rằng với mọi ước nguyên tố {\displaystyle p} của cấp của {\displaystyle G}, tồn tại một nhóm con cyclic của {\displaystyle G} có cấp {\displaystyle p} được sinh bởi phần tử đã được nói tới trong định lý Cauchy.
Tổng quát hơn định lý Cauchy là định lý Sylow thứ nhất, phát biểu rằng: nếu {\displaystyle G} là một nhóm hữu hạn và {\displaystyle p^{n}} là ước của cấp của {\displaystyle G} với {\displaystyle p} nguyên tố thì {\displaystyle G} có một nhóm con cấp {\displaystyle p^{n}}.

## Phát biểu và chứng minh
Định lý Cauchy — Cho {\displaystyle G} là một nhóm hữu hạn và {\displaystyle p} là một số nguyên tố. Nếu {\displaystyle p} chia hết cấp cũng {\displaystyle G} thì trong {\displaystyle G} tồn tại một phần tử có cấp {\displaystyle p}.

### Chứng minh
Ta chứng minh bằng quy nạp theo {\displaystyle n} với {\displaystyle n=|G|} và xét 2 trường hợp {\displaystyle G} giao hoán và {\displaystyle G} không giao hoán.
- G giao hoán:

Nếu {\displaystyle G} là nhóm đơn, tức là {\displaystyle G} chỉ có 2 nhóm con là {\displaystyle \{e\}} và chính nó thì nhóm này phải là nhóm cyclic cấp nguyên tố và dĩ nhiên sẽ tồn tại một phần tử có cấp p.
Nếu {\displaystyle G} không là nhóm đơn thì tồn tại một nhóm con chuẩn tắc không tầm thường H trong G. Nếu {\displaystyle p} chia hết {\displaystyle |H|} thì theo giả thiết quy nạp, trong {\displaystyle H} tồn tại một phần tử cấp p và do đó, trong {\displaystyle G} cũng tồn tại một phần tử cấp p. Ngược lại, theo định lý Lagrange, {\displaystyle p} phải chia hết chỉ số {\displaystyle [G:H]}, khi đó, theo giả thiết quy nạp, trong nhóm thương {\displaystyle g/H} sẽ tồn tại một phần tử có cấp {\displaystyle p}. Và do đó, trong {\displaystyle G} tồn tại một phần tử {\displaystyle x} thỏa {\displaystyle (Hx)^{p}=Hx^{p}=H}. Khi đó, tồn tại một phần tử {\displaystyle h} trong {\displaystyle H} sao cho {\displaystyle hx^{p}=e}. Dễ thấy với mọi phần tử {\displaystyle a} trong {\displaystyle H}, tồn tại phần tử {\displaystyle b} trong {\displaystyle H} sao cho {\displaystyle b^{p}=a} nên tồn tại một phần tử {\displaystyle h_{2}} trong {\displaystyle H} sao cho {\displaystyle h_{2}^{p}=h}. Do đó, {\displaystyle h_{2}x} có cấp là {\displaystyle p} và kết thúc chứng minh cho trường hợp {\displaystyle g} abel.
- {\displaystyle G} không giao hoán: trong tập hợp này,tâm {\displaystyle Z} là một nhóm con không tầm thường của {\displaystyle G}.

Nếu {\displaystyle p} chia hết cấp của tâm hóa tử {\displaystyle C_{G}(a)} với {\displaystyle a} là một phần tử nào đó không thuộc {\displaystyle Z} thì {\displaystyle C_{G}(a)} là một nhóm con không tầm thường và do đó, theo giả thiết quy nạp, trong {\displaystyle C_{G}(a)} tồn tại một phần tử có cấp {\displaystyle p}.
Ngược lại, nếu {\displaystyle p} chia hết cấp của {\displaystyle C_{G}(a)} thì khi đó, {\displaystyle p} chia hết chỉ số {\displaystyle [G:C_{G}(a)]} với {\displaystyle a} là một phần tử nào đó không thuộc {\displaystyle Z}. Từ {\displaystyle |G|=|Z(G)|+\sum _{i}^{}[G:C_{G}(x_{i})]} ta có p chia hết cấp của {\displaystyle Z} và do đó, tâm chứa một phần tử có cấp {\displaystyle p} và do đó, {\displaystyle G} chứa một phần tử có cấp {\displaystyle p}. Kết thúc chứng minh.

### Hệ quả
Nếu {\displaystyle G} là một nhóm hữu hạn (không nhất thiết giao hoán) thỏa tính chất mọi phần tử khác {\displaystyle e} trong {\displaystyle G} đều có cấp là lũy thừa của một số nguyên tố cho trước thì {\displaystyle G} có cấp là một là lũy thừa của một số nguyên tố {\displaystyle p} cho trước thì {\displaystyle G} có cấp là một lũy thừa của {\displaystyle p}